# Vicleffo Scamuzzi
Vicleffo Scamuzzi (Pisa, 9 aprile 1887 – Pisa, 9 ottobre 1955) è stato un baritono italiano.

## Biografia
Figlio d'arte, suo padre Polifonte fu un buon baritono ottocentesco, cantava infatti con Monti e il basso Gasperini, in importanti Teatri lirici ad ottimo livello.
Prima di calcare le scene fece il tipografo stampatore in una nota tipografia cittadina. Nelle ore libere studiava canto dal maestro Mari e dalla professoressa Iole Sodi, i quali lo guidarono fino al debutto.
Scamuzzi debuttò al Teatro Verdi di Pisa, nella stagione lirica del 1911 nel ruolo di Fra' Melitone ne La forza del destino di Giuseppe Verdi. In seguito iniziò una fortunata tournée con l'impresa teatrale Gonzales in Russia e in estremo oriente. Ebbe perfino il grande onore di cantare al cospetto dello Zar. Dalla Russia passò in Cina, Giappone, Australia e Sudafrica, rimanendo lontano dall'Italia per più di dieci anni.
In questi paesi si esibì in un vasto repertorio di opere italiane ed estere, fra cui Rigoletto, Il trovatore, Il barbiere di Siviglia, Un ballo in maschera, Il principe Igor'. Nel 1911, mentre in Australia interpretava Il barbiere di Siviglia di Rossini, nel teatro in cui si esibiva, si accesero le luci elettriche, fatte azionare dalla grande scoperta di Guglielmo Marconi.
Personaggio di stampo fuciniano, dal carattere pronto e vivace, burlone e pronto, incline allo scherzo e alla battuta mordace, Scamuzzi era apprezzato molto per le sue ottime doti interpretative e sceniche. Oltre alle opere citate, interpretò Pagliacci, Aida, Fedora, Lucia di Lammermoor, Madama Butterfly, Cavalleria rusticana, Faust, La bohème. Ebbe una carriera abbastanza lunga, cantò in teatro fino al 1947, e terminò interpretando ruoli di caratterista e ruoli artistici.
Negli ultimi anni di carriera prese parte a numerosi concerti lirici nelle città in cui era nato, ed ebbe modo di farsi apprezzare sempre come un interprete intelligente e dotato. 
Cantò a fianco di celebri cantanti lirici dell'epoca come il soprano Celestina Boninsegna, il tenore Lamberto Bergamini, Vera Amerighi Rutili, Mario Filippeschi, Iris Adami Corradetti, Miryam Ferretti, Vasco Carmignani, Amerigo Gentilini.

## Discografia
Esistono poche registrazioni discografiche, tra le quali alcune private: Ambroise Thomas, Amleto, "O vin discaccia la tristezza", 78 giri registrato in Giappone, con solo accompagnamento di pianoforte, e l'aria del Toreador della Carmen di Georges Bizet, sempre con accompagnamento pianistico, riversata in disco 33 giri per conto del Tima Club/VP 1/2 del 1984.